# Gustav Boström (spelman)
Gustav Emanuel Boström, född 17 juni 1886 i Risinge socken, Östergötlands län, död 24 mars 1953 i Risinge socken, Östergötlands län, var en svensk tonsättare och spelman.

## Biografi
Gustav Boström föddes 17 juni 1886 på Nävstorp i Risinge socken. Han var son till arbetaren Erik Magnus Boström (född 1845) och Stina Lotta Svan (född 1847). Familjen flyttade 1895 till Olstorp. Familjen flyttade 1898 till Gullerstorp och 1900 till Lugnet, Falla Övergård. Han arbetade där som hästskoarbetare och senast 1813 som järnarbetare. Boström gifte sig 8 november 1813 med Anne Josefine Johansson. Familjen flyttade 1918 till Torstorp södergård. Omkring 1926 började han arbeta som smedmästare. Boström avled 24 mars 1953 på Torstorp i Risinge socken.
Boström började vid sju års ålder att spela fiol, trots att hans far var emot det. Som ung lyssnade han mycket på spelmannen Carl August Lindblom och mycket intryck från honom. Boströms morbror var också Adolf Svan var också spelman. När han blev äldre lärde han sig noter själv. Boström blev medlem i styrelsen för Östergötlands spelmansförbund.

### Radio

Ivar Hultqvist, Gustaf Boström och Ludvig Malmqvist

Boström gjorde ungefär 25 framträdande i radio på 1940-talet tillsammans med Ivar Hultqvist, Norrköping. Under ungefär 30 minuter spelade de spelmanslåtar från Östergötland.

## Verklista
Dessa låtar upptecknades 1930 av Olof Andersson.
- Polska i G-dur efter morfar Adolf Svan.
- Vals i D-dur efter fadern Erik Magnus Boström som brukade sjunga den. Valsen hade även en text.
- Gånglåt i D-dur, komponerad av Gustav Boström.
- Polska i F-dur efter modern Charlotta Kristina Broström som brukade sjunga den. Texten är samma som till låten Anders Petters stuga.
- Polska i G-dur efter modern Charlotta Kristina Broström som brukade sjunga den. Text: Vid Sätra kvarn där står en milesten, som hans i Ingelsta och gruvefogden gjort. Och där var präst och klockare, och flickorna de plockade. Hans i Ingelsta och gruvefogden.
- Polska i G-dur.

Tre låtar från en handskrift från 1830 av klockaren Österberg. Den kom till Boström via två bröder i Erstorp, vars farfar var spelman och elev till Österberg.
- Polska i C-dur.
- Polska i G-dur.
- Polska i G-dur.